# تم گوهری حسین‌آباد مرادخان
تم گوهری حسین‌آباد مرادخان مربوط به هزاره اول قبل از میلاد است و در شهرستان کهنوج، بخش رودبار، روستای حسین‌آباد واقع شده و این اثر در تاریخ ۲۷ مرداد ۱۳۸۲ با شمارهٔ ثبت ۹۵۷۴ به‌عنوان یکی از آثار ملی ایران به ثبت رسیده است.